# アンダーポイント
アンダーポイント（UNDER POINT）は、吉本興業東海支社所属の日本のお笑いコンビ。2003年4月結成。NSC名古屋校17期と同期扱い。

## メンバー
- 増野 豊（ますの ゆたか、1982年7月4日（43歳）[2] - ）
ボケ担当。愛知県知多市出身[2]。立ち位置は左。既婚者。
- 本美 大（ほんみ だい、1981年5月16日（44歳）[2] - ）
ツッコミ担当。愛知県名古屋市出身[2]。立ち位置は右。

## 略歴
2003年4月、オーディションに合格し、入社。そのため養成所には通っていないが、名古屋NSC17期（東京NSC9期・大阪NSC26期）と同期扱いとされている。
2013年、名古屋の芸人としては初めてキングオブコント準決勝進出。M-1グランプリ2018では3回戦に進出。
ともに知多市立東部中学校出身であることから、知多市ふるさと観光大使を委嘱されている。

## 芸風
漫才で大須演芸場を中心に活動している。
結成当初はシュール系のネタだったが、現在は正統派のしゃべくり漫才を主に披露している。

## 出演

### ラジオ
現在
- UNDER TALK（東海ラジオ、2022年4月3日 - ）
- 笑活!834（メディアスエフエム） - 金曜日担当
- ANIMAN（メディアスエフエム）

過去
- 広瀬隆のラジオでいこう!（CBCラジオ、 - 2016年3月26日）
- FINE DAYS! 桂三度のホトケの顔も三度まDAY!（東海ラジオ、2016年9月6日 - 2017年9月26日）
- 兵動大樹×アンダーポイントの前ノリなもんで（東海ラジオ、2016年10月1日 - 2017年3月25日）
- アンダーポイントのおしゃべりなもんで（東海ラジオ、2017年1月1日 - 2017年10月1日）
- アンダーポイントのまっぴるま!（東海ラジオ、2017年10月8日 - 2020年3月21日（第1期）・2020年10月3日 - 2022年3月26日（第2期））
- 山浦・深谷のヨヂカラ!（東海ラジオ、2017年10月3日 - 2019年3月） - 「ヨヂカラニュース」火曜日（本美）・木曜日（増野）担当。
- 山浦!深谷!イチヂカラ!（東海ラジオ、2019年4月 - 2020年3月） - イチヂカラ応援隊として、火曜日（本美）・木曜日（増野）に出演。
- 山浦ひさし!イチヂカラ!（東海ラジオ、2020年4月 - 2020年9月） - アシスタントとして、火曜日（本美）・木曜日（増野）に出演。
- パーティールーム834（メディアスエフエム）
- ちたまるモーニングごきげんフライデー（メディアスエフエム）

### テレビ
現在
- 情報ステーション はちまるまる（テレビ愛知）
- 熱血ラーメン伝（CACテレビ）
- 知多半島まるごとガイド ちたまる（知多メディアスネットワーク、2020年4月27日 - ）
- 中川家の笑う大須演芸場（テレビ愛知、単発・不定期放送）

過去
- 爆笑オンエアバトル（NHK総合）- 戦績0勝1敗 最高305KB
- 日曜なもんで!（テレビ愛知）
- 昼まで待てない!（メ～テレ）
- 本能Z（CBCテレビ） - 増野のみ
- ジュニア千原と大輔宮川のすべらない話 THE オーディション（フジテレビ、2019年7月20日） - 本美のみ
- アンダーポイントのでらこの辺の話題ですけどが…（CACテレビ）
- ちたまる（知多メディアスネットワーク）
- 並モリ（スターキャットケーブルネットワーク、2017年10月27日 - 2021年3月24日）

### CM
- BOOK OFF（「店頭買取ならBOOKOFF×よしもと」篇・「出張買取ならBOOKOFF×よしもと」篇、2020年）

### 音楽作品
- 知多市ふるさと観光大使「STAY DREAM ～未来へのヒカリ～」[9]（2020年4月1日）

### ミュージックビデオ
- 藤田麻衣子「きみのあした」[10]